# Stralsund (Schiff, 1817)
Der Schoner Stralsund, eigentlich eine Brigantine, war ein Kriegsschiff mit Heimathafen Stralsund. Der Schoner bildete die Grundlage für den Aufbau der preußischen Marine im 19. Jahrhundert.

## Geschichte

### Grundlagen für den Aufbau einer Marine in Preußen
Mit dem Übergang von Schwedisch-Pommern von Schweden an Preußen im Jahr 1815 wurden dem preußischen König auch sechs Kanonierschaluppen übereignet. Zu diesem Zeitpunkt besaß Preußen noch keine Marine. Der Aufbau einer solchen wurde nunmehr jedoch gefördert. Bei einer Durchsicht der sechs Schaluppen auf einer Stralsunder Werft wurde festgestellt, dass alle sechs nicht mehr oder nur unter unvertretbar hohem Aufwand reparabel waren. Am 10. Februar 1820 wurden sie zugunsten der Militärkasse für 331 Taler, acht Silbergroschen und sieben Pfennige versteigert. Einzig die Kanonen wurden behalten.
Nach dem Wiener Kongress und der Gründung des Deutschen Bundes begann Preußen nur sehr langsam mit dem Aufbau einer kleinen Küstenflotte. Diese bestand zunächst aus zwei in Stralsund vorgefundenen vormals schwedischen Kanonenbooten und dem neugebauten bewaffneten Schoner Stralsund. Alle drei Fahrzeuge wurden wegen mangelnder Brauchbarkeit bereits bis 1829 wieder verkauft. Erst 1837 gab es einen ersten preußischen Flottenbauplan, der durch den damaligen Kronprinzen und späteren König Friedrich Wilhelm IV. unterstützt wurde.

### Bau
Der Festungskommandant von Stralsund, Generalleutnant Hermann von Engelbrechten, sowie die von schwedischen in preußische Dienste übergewechselten Offiziere (sie wurden ungeachtet der Tatsache, dass Preußen keine Marine besaß, als „Marine-Officiere“ geführt) Diedrich Johann Longé und Henry Murck trieben den Aufbau voran. Am 18. März 1816 bekam der Stralsunder Schiffbaumeister-Altermann Joachim Jacob Meyer von Generalleutnant von Engelbrechten den Auftrag zum Bau einer Kanonenschaluppe, die im Unterschied zu den schwedischen über ein geschlossenes Oberdeck verfügen sollte. Erst nach der Kiellegung genehmigte am 19. Juni 1816 der preußische Kriegsminister diesen Bau; am 13. September 1816 wurde bestimmt, dass das Schiff den Namen Stralsund führen solle. Am 12. Februar 1817 war das Schiff fertiggestellt.
Longé wurde als „Königl. Preuß. See-Kapitän“ mit der Probefahrt beauftragt, die am 20. Mai 1817 von Stralsund über Kolberg, Pillau, Danzig, Memel, Gotland und Bornholm zurück nach Stralsund führte, wo man am 16. Juni 1817 wieder eintraf.
Am 20. Juli 1818 lief die Stralsund nach Danzig aus, von wo aus mit Angehörigen der dortigen Navigationsschule Fahrten als Schulschiff unternommen wurden. Diese Fahrt war vorerst die letzte auf See.
In der Folge musste der Schoner aus finanziellen Gründen häufig abgetakelt im Hafen liegen. So wurde er im Juni 1819 und 1820 einzig zu Vorführungszwecken für Besuche des Königs auf Rügen bzw. in Stralsund aufgetakelt. Am 4. August 1821 lag der Schoner nochmals geschmückt im Hafen. Die langen Liegezeiten im Hafen setzten allerdings das Schiff verstärkt der Fäulnis aus. 1821 schrieb Longé dies an die Königliche Finanzverwaltung. Nach Prüfung zahlreicher Vorschläge zum Einsatz des Schoners lief dieser am 9. September 1822 nach Danzig aus, wo er zuerst im Neufahrwasser und später im Hafen lag – wieder ohne genutzt zu werden. Die Navigationsschule charterte Handelsschiffe für ihre Fahrten, und die Marine baute 1823 ihr erstes dampfgetriebenes Flusskanonenschiff. 1826 wurde die Stralsund wieder in ihren Heimathafen Stralsund überführt und dort ein „Marine-Depot“ aufgebaut.
Im Herbst 1827 stellte man auf der Stralsunder Werft fest, dass die Instandsetzung der Stralsund kostenmäßig einem Neubau gleichkäme, was Longé auch vorschlug. Dieser Vorschlag wurde nie beschieden. Allerdings bot das Kriegsministerium den Schoner im Frühjahr 1829 der Artillerieprüfungskommission zu Schießversuchen mit Raketen an. Da aber die Reparatur des Schiffskörpers selbst für diesen Zweck zu teuer geworden wäre, wurde der marode Schoner am 8. November 1829 für 1.584 Taler, 20 Groschen und sieben Pfennige zum Abwracken versteigert.

### Die „Stralsund-Flagge“

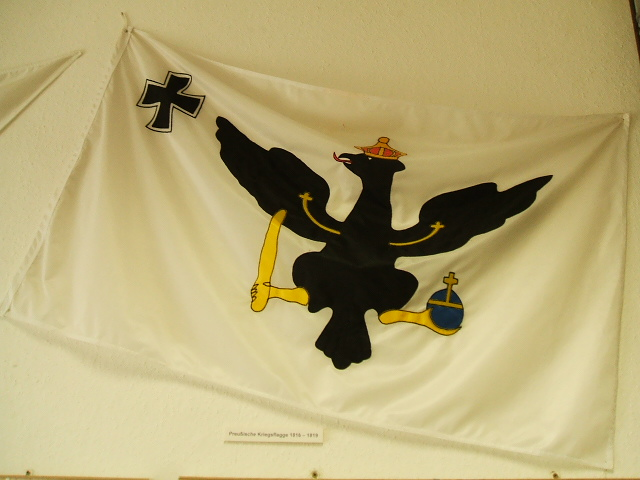
Die „Stralsund-Flagge“

Am 28. November 1816 verkündete der preußische Kriegsminister, dass sich der König für eine weiße Flagge mit einem schwarzen Adler in gerader Stellung und bisheriger Form sowie mit dem Eisernen Kreuz am oberen Lieck entschieden habe. Die neue Kriegsflagge wurde später auch auf der Stralsunder Zolljacht und den im Seepost-Dienst eingesetzten Jachten geführt. Der Schoner Stralsund war in der Geschichte der preußischen Marine das einzige Kriegsschiff, das diese Flagge führte. So ging sie als „Stralsund-Flagge“ in die Geschichte ein. Aufgrund einiger heraldischer Unstimmigkeiten wurde die Flagge 1819 geändert, und das Flaggentuch erhielt die Form eines Doppelstanders.

## Technische Daten
- Unterteilung in sieben Abteilungen:
  - Abt. 1 Seemännische Last
  - Abt. 2 Kombüse sowie Kajüte für einen Offizier
  - Abt. 3 Mannschaftslogis
  - Abt. 4 Pulverkammer sowie zwei Proviantlasten
  - Abt. 5 Zwei Kajüten
  - Abt. 6 Handfeuerwaffen und Schiffsgerätschaften
  - Abt. 7 Zwei Proviantlasten für Kapitän und Zweiten Offizier

## Mannschaftsstärke
Eine genaue Mannschaftsstärke geht aus der Literatur nicht hervor. Auf mögliche Mannschaftsstärke lässt sich nur aus den Kajüten schließen und aus der Tatsache, dass zur Erstausrüstung 50 Hängematten zählten. Außerdem gab es zwei Kajüten mit jeweils einer Bettstelle und eine Kajüte für den Unteroffizier. Da sicherlich nicht alle Hängematten genutzt wurden bzw. doppelt belegt waren, dürfte die Mannschaftsstärke unter fünfzig Mann gelegen haben.